# 夢幻飛機場系列
夢幻飛機場系列，為一模擬飛行類遊戲系列，由日本遊戲製造商TechnoBrain（株式会社テクノブレイン）開發。第一代的中文版由華義國際代理發行，第二代則為美商藝電代理發行。

日文版遊戲畫面（圖中出現的關卡為東京DualSite2-3）

在遊戲中，玩家成為一名航空管制員，須管理機場中飛機降落與離陸業務。玩家需要安排飛機的飛行間隔、地面滑行甚至機場內的特殊車輛走動。

## 作品
- 第一代日文版於1998年7月發行，中文版於1999年7月15日。
- 第二代日文版於2001年發行，中文版於2005年。
- 第三代日文版於2008年2月25日發行。
- 第四代日文版於2015年9月17日發行。

另有在攜帶型遊樂器上推出移植版本
- GBA平台於2005年發售一代作品的簡化版
- DS平台於2008年發售一代作品的簡化版
- PSP平台於2010年發售二代作品的分机场版本，有成田、那霸、新千岁、羽田、关西共五款遊戲。
- 3DS平台於2012年發售三代作品的分机场版本，有成田、那霸、新千岁、羽田、关西、檀香山，另推出成田、羽田、关西的ALL STARS版，共九款遊戲。

在第四代空管遊戲中，福岡篇和東京羽田國際機場2在飛機引擎聲音起飛與降落作出很大的改善，併且與時並進加入廉航品牌飛機，如日本廉航Star Flyer和 Peach Aviation(樂桃航空)等，讓此遊戲更具真實感；另外在東京羽田國際機場2加入A321-200和A321 neo機型。日本以外地區可以在amazon.co.jp訂講此遊戲(空管4)，在Windows 10用 Locale emulator運行此遊戲，運行此遊戲前在Locale emulator空格欄輸入TITLE\ATC4TITLE.axa就不會形成亂碼進行遊戲。
此外，於2018年3月22號開始，TechnoBrain與G-cluster合作推出手機版應用程式，在日本地區配布於iOS/Android平台，羽田2、中央、二作有額外配布在日本Amazon平台上。本作使用了雲端遊戲的技術，讓玩家不必耗費大量的儲存空間，也可以進行遊戲，缺點是需要穩定網路連線、且會消耗大量的網路流量，因此官方在說明中有提到盡量不要使用行動數據進行連線。
收錄的作品有: 福岡、羽田2、中央、那霸、新千歲、伊丹、仙台、成田
第四代手機版應用程式每作的價格皆為￥8000(含税)，羽田2、中央機場的追加場景價格皆為￥2200(含税)，那霸機場的追加場景價格為￥1600(含税)

## 第一代作品列表
第一代作品共收錄六個機場。遊戲中玩家飾演離場和進場的角色，而其他的席位則尚未提供。其後的擴充包將機場數目增至共十二個。

### 基本版
- 宮崎機場
- 廣島西飛行場
- 松山機場
- 大阪國際機場
- 名古屋飛行場
- 東京國際機場

### 擴充包1
- 佐賀機場
- 福岡機場
- 小松機場

### 擴充包2
- 關西國際機場
- 成田機場
- 新千歲機場

## 第二代作品列表
第二代作品作出了許多改善。遊戲從2D升級成3D，並增加至五個航空交通管制席位，包括放行、地面、控制塔、進場及離場。玩家需要控制飛機在地的調動，給予正確的標準儀表離場程序、進場指示，以及轉換頻道等。此外，上一代玩家需要依賴速度協調飛機間的距離；而到了第二代，玩家可以利用標準進場程序協調距離。
遊戲中有幾種情況會使遊戲即時結束。這些包括飛機相撞，近似差錯，機師的壓力錶達到了100%，或者累積不夠積分過關。積分是以發出指令的速度𨤳定。若玩家太遲或忘記發出指令，或者玩家要求飛機順風降落，機師的壓力錶就會上升。當遊戲在完結時，壓力錶維持在低處甚至是0%，遊戲就會給予奬分。

### 東京 BigWing A
- 機場：東京國際機場
- 發行：2001年
- 航空公司：日本航空、全日本空輸、天馬航空、北海道國際航空、日本佳速航空、海上保安廳、中華航空、長榮航空
- 備註：另有「TechnoBrain航空」，出現時會有特別事件。

### 東京 BigWing B
- 機場：東京國際機場
- 發行：2001年
- 航空公司：日本航空、全日本空輸、天馬航空、北海道國際航空、日本佳速航空、海上保安廳、中華航空、長榮航空
- 備註：東京 BigWing A 傍晚版

### 鹿兒島離島控制
- 機場：鹿兒島機場，種子島機場，屋久島機場
- 發行：2002年
- 航空公司：日本航空、全日本空輸、日線航空、日本佳速航空、J-Air、東方空橋、博立貨運航空
- 備註：玩家使用無線電控制種子島機場和屋久島機場。在第二關及第三關，若所有飛機在10:15之前降落，將會有一支火箭從種子島太空中心發射

TechnoBrain 於2005年推出了更新版，反映了日本航空與日本佳速航空的合併。

### 小松基地航空祭
- 機場：小松機場
- 發行：2002年
- 航空公司：日本航空、全日本空輸、日空航空、航空自衛隊
- 備註：玩家需要協調航空祭

### 成田：日本之門
- 機場：成田機場
- 航空公司：
- 發行：2002年

### 東京 BigWing 完整版
- 機場：東京國際機場
- 備註：最後一關會有一台空中巴士A300-600ST降落

### 名古屋：雜亂空港
- 機場：名古屋飛行場
- 發行：2003年
- 航空公司：全日本空輸、中日本航空（日语：中日本航空）、日本佳速航空、航空自衛隊、J-Air、中國東方航空、西北航空、泰國航空、里約格朗德航空

### 成田：星光大道
- 機場：成田機場
- 發行：2003年
- 航空公司：全日本空輸、中日本航空、伊別克斯航空、日本貨物航空、大韓航空、韓亞航空、中國東方航空、中華航空、長榮航空、新加坡航空、泰國航空、澳洲航空、西北航空、聯合航空、達美航空、里約格朗德航空、法國航空、漢莎航空、俄羅斯航空、意大利航空、瑞士國際航空、英國航空、聯邦快遞航空
- 備註：第4-1關是下雪場景。第4-3關末段會有協和客機出現

### 沖繩：南風航跡
- 機場：那霸機場，嘉手納基地
- 發行：2004年
- 備註：SR-71「黑鳥」會在最後一關出現

### 仙台：處女之航
- 機場：仙台機場
- 發行：2004年
- 備註：玩家需要同時管理飛行學校的交通

### 千歲：白雪美境
- 機場：新千歲機場，千歲基地（日语：千歲基地）
- 發行：2005年
- 備註：跑道會因大雪而關閉

### 關西：縱橫交錯
- 機場：關西機場
- 發行：2005年

### 福岡：東方之翼
- 機場：福岡機場
- 發行：2005年

### 東京：BigWing Dual Site
- 機場：東京國際機場
- 發行：2005年
- 備註：此作與之前兩作並沒有關係，可以獨立遊玩

### 成田：完整版
- 機場：成田機場
- 發行：2006年
- 備註：前兩作的合併版

### 大阪：城際機場
- 機場：大阪國際機場
- 發行：2006年
- 備註：此作是第一次可以控制飛機到停機坪和控制地面車輛

### 中部國際機場
- 機場：中部國際機場
- 發行：2006年
- 備註：A380及B747 LCF登場

### 關西：光明之路
- 機場：關西機場
- 發行：2007年
- 備註：可使用第二跑道

## 第三代作品列表
第三代作品提供了更多的相機角度和更高的靈活性。飛機建模也參照了真實的飛機。
抵港和離港現在合併到一個方框中，其中的條帶(航班資料管制條)概述了每個航班的詳細訊息。玩家可以根據喜好排列條帶。在這個版本中添加了更多的登機口。滑行現在可以自由選擇滑行道，而不是之前版本中最多4條路線的限制。
規則與以前的版本大致相同。不僅如此，本作還引入第一個非日本機場─香港啟德機場。此外，一家名為“TechnoBrain Airlines”（遊戲公司名稱，縮寫為 TBA）的虛構航空公司在此處具有與第二代中一樣的功能，提出了玩家必須解決的問題，但TBA不會出現在啟德機場。它以第二個非日本機場檀香山國際機場最具特色。
- 中部国際空港セントレア
- 成田Night wings
- 成田World wings
- 百里基地航空祭
- 鹿兒島アイランドライン
- 東京Dream Gateway
- 東京Bigwing
- 關空Crossover
- 新千歲Snowing Day
- 仙台エアマンシップ
- 香港啟德機場
- 大阪Parallelcontact
- 沖繩Blue Corridor
- ハワイ檀香山國際機場国際空港

## 第四代作品列表
第四代作品開始遊戲兼容 Windows 7、Windows 8、Windows 8.1 ，並在 Windows 10 上測試。第一期，ATC4 - 東京Haneda 最初預計於 2015 年 7 月 15 日發布，但開發者將游戲的發布日期延遲到 2015 年 8 月 28 日。後來再次延遲到 2015 年 9 月 17 日，以測試 Windows 10 的兼容性。本作的機場和飛機的比例更為真實。遊戲內時間與實時相同的速度進行。現在的登機口比以前的系列還要多。自由模式也有參照機場實際時間表，玩家可以選擇他們希望負責的時間範圍和頻道。玩家不能選擇飛機起飛、降落甚至復飛的跑道，除非跑道是開放的。與之前的遊戲不同，如果飛機相互排隊(line up)，除非飛機頭對頭(head-to-head)，否則遊戲不會導致正面相遇而結束（僅在普通模式下）。玩家可以在其頂部或飛行控制選擇欄（遊戲過程中的右下角）選擇飛機。Technoair也像在第三代中一樣出現在這裡，偶爾會向玩家提出要解決的問題（於遊戲的主要階段）以及替換遊戲中未包含的航空公司。與之前的遊戲類似，遊戲包含兩種模式（普通模式和遊戲模式）。遊戲模式更具挑戰性，因為玩家需要注意地面上的飛機以防止相遇而遊戲結束。
| ICAO代號 | 機場名稱           | 機場英文    | 發售日期(PC)   | 發售日期(Android、iOS) |
| -------- | ------------------ | ----------- | -------------- | ---------------------- |
| RJTT     | 東京羽田國際機場   | Haneda      | 2015年9月17日  | -                      |
| RJTT     | 東京羽田國際機場2  | Haneda2     | 2018年2月22日  | 2018年3月22日          |
| RJBB     | 大阪關西國際機場   | Kanku       | 2016年6月24日  | -                      |
| RJFF     | 福岡機場           | Fukuoka     | 2017年1月20日  | 2019年6月13日          |
| RJGG     | 名古屋中部國際機場 | Centrair    | 2018年6月28日  | 2018年7月26日          |
| ROAH     | 那霸機場           | Naha        | 2019年12月12日 | 2020年1月30日          |
| RJCC     | 札幌新千歲機場     | New Chitose | 2020年8月27日  | 2020年8月27日          |
| RJOO     | 大阪伊丹機場       | Itami       | 2021年4月22日  | 2021年5月27日          |
| RJSS     | 仙台機場           | Sendai      | 2022年1月20日  | 2022年2月10日          |
| RJAA     | 成田國際機場       | Narita      | 2022年11月17日 | 2022年12月22日         |

| 序號 | ICAO代號 | 機場名稱           | 機場英文 | 發售日期(PC)   | 發售日期(Android、iOS) |
| ---- | -------- | ------------------ | -------- | -------------- | ---------------------- |
| 1    | RJTT     | 東京羽田國際機場2  | Haneda2  | 2018年9月26日  | 2019年8月22日          |
| 2    | RJTT     | 東京羽田國際機場2  | Haneda2  | 2021年9月16日  | 2021年10月14日         |
| 1    | RJGG     | 名古屋中部國際機場 | Centrair | 2019年4月17日  | 2019年8月22日          |
| 1    | ROAH     | 那霸機場           | Naha     | 2021年8月5日   | 2022年9月29日          |
| 1    | RJAA     | 成田國際機場       | Narita   | 2023年10月27日 | 2023年12月14日         |
| 2    | RJAA     | 成田國際機場       | Narita   | 2024年1月25日  | 2024年3月14日          |

### 羽田-追加場景 1

ぼくは航空管制官4-拼圖關卡

機場：東京羽田國際機場（RJTT2 - Haneda2）
- 航空公司：日航集團、全日本空輸、Air Do、天馬航空、星悅航空、空之子航空、樂桃航空、韓亞航空公司、印尼鷹航、新加坡航空公司、泰國國際航空公司、中華航空公司、中國南方航空公司、菲律賓航空公司
- 發布日期：2018 年 9 月 26 日
- 此套裝包括3個階段。獻給專家，所有階段都非常困難，被稱為“拼圖關卡”(因為航班資料管制條會多的像拼圖一樣)。第1階段側重於1號航廈，第2階段將重點轉移到第2航廈，而第3階段以國際航廈為中心。
- 在 2020年夏季奧林匹克運動會 之前，16L和16R跑道會有新進場航線，以容納更多航班，在第一階段由兩架Technoair飛機模擬檢查。

## 外部連結
- Majesco Entertainment Ships Air Traffic Chaos for Nintendo DS(TM)
- Air Traffic Chaos Review （页面存档备份，存于）
- Air Traffic Chaos Review （页面存档备份，存于）
- Air Traffic Chaos Hands-on （页面存档备份，存于）
- TechnoBrain，日文版官方網站 （页面存档备份，存于）
- 美商藝電，中文版官方網站